# Корабель катапультування винищувача

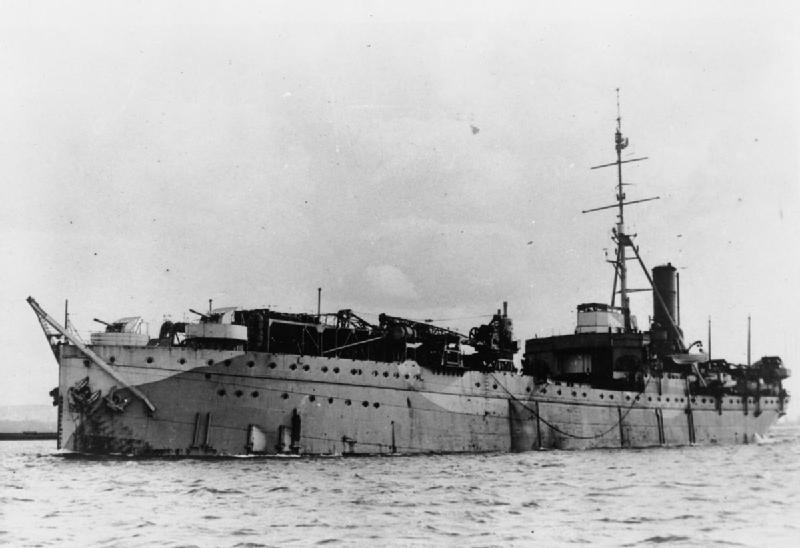
Британський «Пегасус», який діяв у якості корабля катапультування винищувача з грудня 1940 по червень 1942 року.

Кораблі катапультування винищувача (англ. Fighter catapult ships також відомі як Catapult Armed Ships) були спробою Королівського флоту забезпечити повітряне прикриття конвоїв від атак німецьких бомбардувальників Focke-Wulf Fw 200 «Condor». П'ять кораблів цього типу було отримано шляхом модифікації чотирьох допоміжних крейсерів та гідроавіаносця «Pegasus» на початку Другої світової війни. Коли ці кораблі продемонстрували успішність задуму, надалі катапультами для запуску винищувача стали оснащувати торгові судна (т. зв. КАТ судна).